# Marija Vukčević
Marija Vukčević (Podgorica, 26 aprile 1986) è una calciatrice montenegrina, attaccante del Chieti.
In carriera ha inoltre indossato la maglia di diverse nazionali, quella nazionale montenegrina e, precedentemente prima della dissoluzione, della nazionale Under-19 e la nazionale maggiore serbomontenegrina.

## Palmarès

### Club
- Campionato italiano di Serie A2: 1

Res Roma: 2012-2013
- Campionato italiano di Serie B: 1

Chieti: 2015-2016
- Prva ženski liga Srbije i Crne Gore: 2

Mašinac PZP: 2002-2003, 2003-2004
- Ženski Kup Srbije i Crne Gore: 1

Mašinac PZP: 2002-2003